# Hitorigoto
「hitorigoto」（ひとりごと）は、日本の女性シンガーソングライター、KOTOKOの通算1枚目のシングルである。2001年12月29日に発売された。

## 概要
- 本作はビジュアルアーツ（現・Key Sounds Label）より発売され、同人誌即売会「コミックマーケット61」の会場および後日通販で販売された[2]。
- 「ひとりごと」「疾風雲」の両曲とも、KOTOKOが通っていた音楽学校の卒業作品『空を飛べたら…』のために作った楽曲を、I'veがアレンジしたものである。後にメジャーファーストアルバム『羽-hane-』に、新たな歌詞とリアレンジを加えて収録されている。
- カップリング曲の「疾風雲」はプロモーションビデオも制作され、同コミックマーケット会場で販売された映像作品『I've P.V Collection vol.2』に収録されている。
- 2009年、本人が「ひとりごと」の新バージョンを録音し、4枚目のオリジナルアルバム『イプシロンの方舟』の予約・購入特典ボーナスCDに2001年の原曲とともに収録された。
- KOTOKOの7作目のオリジナルアルバム『tears cyclone -廻-』に収録されている楽曲「夏恋」は、高瀬が「ひとりごと」をイメージしてアレンジしたものである[3]。

## 収録曲
| 全作詞・作曲: KOTOKO。 |                              |           |            |                    |      |
| #                      | タイトル                     | 作詞      | 作曲・編曲 | 編曲               | 時間 |
| 1.                     | 「ひとりごと」               | KOTOKO    | KOTOKO     | 高瀬一矢           | 6:56 |
| 2.                     | 「疾風雲」                   | KOTOKO    | KOTOKO     | 高瀬一矢・中沢伴行 | 7:06 |
| 3.                     | 「ひとりごと」(Karaoke ver.) | KOTOKO    | KOTOKO     |                    | 6:56 |
| 4.                     | 「疾風雲」(Karaoke ver.)     | KOTOKO    | KOTOKO     |                    | 7:06 |
| 5.                     | 「ひとりごと」(Instrumental) | KOTOKO    | KOTOKO     |                    | 6:56 |
| 6.                     | 「疾風雲」(Instrumental)     | KOTOKO    | KOTOKO     |                    | 7:06 |
| 合計時間:              | 合計時間:                    | 合計時間: | 42:06      |                    |      |

## 収録作品
| 曲名           | 収録作品名                | 発売日         | 備考                                    |
| -------------- | ------------------------- | -------------- | --------------------------------------- |
| 「ひとりごと」 | 羽 -hane-                 | 2004年4月21日  | 表記はないが、異なるバージョン          |
| 「ひとりごと」 | イプシロンの方舟          | 2009年10月14日 | 2009 ver.、2001 original ver.として収録 |
| 「ひとりごと」 | I've C-VOX 2000-2014      | 2018年1月1日   |                                         |
| 「疾風雲」     | I've P.V Collection vol.2 | 2001年12月29日 | プロモーションビデオ                    |
| 「疾風雲」     | 羽 -hane-                 | 2004年4月21日  | 表記はないが、異なるバージョン          |
| 「疾風雲」     | I've C-VOX 2000-2014      | 2018年1月1日   |                                         |